# Третья конференция ОУН(б)
Третья конференция ОУН-Б — чрезвычайная конференция бандеровской фракции ОУН, созванная в результате расхождения взглядов в руководстве ОУН (Б) . Состоялась в селе Теребежи вблизи г. Олеска (Львовская область) 17-21 февраля 1943 года. На ней была дана официальная санкция на развитие партизанской борьбы. На третьей конференции ОУН(б) были окончательно решены вопросы создания УПА и определены главные враги украинского освободительного движения (нацисты, поляки и советские партизаны).

## Организация конференции
Одним из основных организаторов Конференции стал глава провода ОУН на ЗУЗ Михаил Степаняк. Он, будучи убеждённым в близком поражении Германии, полагал, что задачей ОУН в сложившихся условиях является поднятие широкомасштабного антигерманского восстания, перед приходом советских войск. Конференция, что важно, состоялась после победы Красной Армии под Сталинградом, но перед ее поражением в битве под Харьковом в марте 1943 года. После удачного восстания, по мнению Степаняка, попытки Советского Союза завоевать эти земли выглядели бы в глазах западных союзников как империализм. Для поднятия восстания необходимо было объединение всех украинских сил, поэтому Степаняк выступал за объединение всех западноукраинских политических сил и создание многопартийного правительства. Его предложения были поддержаны Проводом, но так и не были воплощены в реальность в основном из-за противодействия Романа Шухевича и Дмитрия Клячкивского, поскольку для этого не было сил, во-вторых, а главным врагом националисты по-прежнему считали Советский Союз, к тому времени перенявший стратегическую инициативу в Великой Отечественной войне.
В резолюции конференции говорилось: «1942 был на Украине годом упорной и упорной борьбы украинского народа за Украинское Самостоятельное Соборное Государство. Она проходила в условиях беспощадного гнета и порабощения украинского народа немецкими оккупантами, среди стараний сделать из него раба на собственной земле и уничтожить как нацию, и среди повторных попыток московского красного и белого империализмов разложить украинский народ и приготовить почву для его нового политического и экономического порабощения. Пребываем в положении, в котором предпосылкой организации всех политических и национальных сил Украины к борьбе против московско-большевистского империализма и присоединения к ней всех внешнеполитических сил, в частности порабощенных народов, является борьба украинского народа против немецкого империализма».

## Программные изменения
По результатам работы Конференции были приняты постановления. Постановления Третьей Конференции ОУН-Б были отмечены духом крайнего антипартизма, в заслугу ОУН ставилась борьба против партийных группировок. На конференции был подтвержден лозунг построения государств Европы в соответствии с их этнографическими территориями.
Осуждалось всякое сотрудничество с оккупантами, как с советскими службами, так и немецкими. Примечательно, что Конференция никак специально не затрагивала польский вопрос. Никаких признаков грядущей Волынской резни в решениях ІІІ Конференции ОУН-Б не было обнаружено.
Между тем в ОУН назревало недовольство Николаем Лебедем, который в качестве главы ОУН-Б заменял Бандеру. Одной из причин недовольства части оуновского актива проводником Лебедем, приведшим, в конечном счёте, к смещению его с поста главы ОУН и замены Романом Шухевичем, было как раз недовольство тем, что он малое внимание уделял к идеям и работе оуновских лидеров на местах. В результате в мае 1943 года на расширенном заседании провода ОУН, Лебедя сняли с должности главы ОУН. Высшей властью стало Бюро Провода во главе с Зиновием Матлой, Дмитрием Маевским и Романом Шухевичем. Первым среди равных, фактическим главой ОУН, стал Шухевич. Создание Бюро Провода можно было бы расценить как шаг от вождизма в сторону демократизации ОУН, если бы не дальнейшее развитие событий, когда Шухевич сосредоточит в своих руках три важнейших поста — главы ОУН, командующего УПА и секретаря УГВР.

## Стратегические и военные вопросы
Таким образом, в 1941—1943 годах ОУН-Б проделала путь от сотрудничества с Германией до антинемецкого подполья и вооружённой борьбы, которая велась с весны 1943 года силами УПА. В результате партизанский действий УПА, немцы ко второй половине 1943 года контролировали только крупные населённые пункты, а провинции и деревни были под контролем УПА. Вскоре УПА распространила свою деятельность и на области, входившие до 1939 года в УССР — Житомирскую и Хмельницкую, а позже на Киевскую и Винницкую области.
Необходимость полного идеологического размежевания с нацистской Германией и фашизмом, поиск политических контактов с союзниками, необходимость приспособления идеологии украинского национализма для завоевания поддержки населения Восточной Украины, — все это толкало ОУН к изменению, либерализации идеологии. Эту задачу решит уже ІІІ Чрезвычайный Съезд ОУН, который состоится в августе 1943 года.

## Участники Конференции
- Николай Арсенич — главный руководитель Службы безопасности ОУН;
- Николай Лебедь — заместитель Степана Бандеры, после его ареста был главой ОУН-Б. Негативно относился к созданию УПА и подготовке к массовому вооружённому восстанию, в связи с неготовностью подполья (нехватка оружия, командных кадров и пр.).
- Дмитрий Клячкивский — краевой проводник ОУН ПЗУЗ (Північно-західні українські землі — по классификации ОУН — Волынь и Полесье) с января 1942 года. Глава УПА с 13 мая 1943 по 27 января 1944.
- Василий Кук — краевой проводник ОУН на юго-восточных украинских землях.
- Михаил Степаняк — краевой проводник ОУН на ЗУЗ. Выступал за активные боевые действия против немцев.
- Роман Шухевич;